# Farssjö
Farssjö är en sjö i Marks kommun i Västergötland och ingår i Ätrans huvudavrinningsområde. Sjön är 19 meter djup, har en yta på 1,08 kvadratkilometer och är belägen 156,2 meter över havet. Sjön avvattnas av vattendraget Fageredsån. Vid provfiske har bland annat abborre, björkna, braxen och gädda fångats i sjön.

## Delavrinningsområde
Farssjö ingår i det delavrinningsområde (636167-132065) som SMHI kallar för Utloppet av Farssjö. Medelhöjden är 169 meter över havet och ytan är 5,91 kvadratkilometer. Det finns inga avrinningsområden uppströms utan avrinningsområdet är högsta punkten. Fageredsån som avvattnar avrinningsområdet har biflödesordning 3, vilket innebär att vattnet flödar genom totalt 3 vattendrag innan det når havet efter 71 kilometer. Avrinningsområdet består mestadels av skog (63 procent). Avrinningsområdet har 1,08 kvadratkilometer vattenytor vilket ger det en sjöprocent på 18,3 procent.

## Fisk
Vid provfiske har följande fisk fångats i sjön:
- Abborre
- Björkna
- Braxen
- Gädda
- Gös
- Mört